# رمیگیوش مروز
رِمیگیوش مِـروز (لهستانی: Remigiusz Mróz؛ ‏ [rɛˈmiɡjuʂ ˈmruz]؛ زادهٔ ۱۵ ژانویهٔ ۱۹۸۷) رمان‌نویس و وکیل اهل لهستان است. از او تاکنون ۴۶ رمان به‌چاپ رسیده‌است.
از فیلم‌ها یا مجموعه‌های تلویزیونی که وی در آن‌ها نقش داشته‌است، می‌توان به رفتارشناس اشاره نمود.